# Recovered
Recovered è una raccolta della band statunitense degli Heathen, uscita nel 2004.

## Tracce
1. Death on Two Legs (Queen Cover)	04:01
2. The Holy War (Thin Lizzy Cover)	05:03
3. In Memory Of...	05:22
4. Hellbound (Tygers of Pan Tang Cover)	03:50
5. Eye of the Storm (Sweet Savage Cover)	03:22
6. Hypnotized	07:24
7. Opiate of the Masses	07:29
8. Timeless Cell	05:08
9. Mercy Is No Virtue 06:03

## Formazione
- voce - David White
- chitarra - Lee Altus
- chitarra - Ira Black
- Basso - Mike Jastremski
- batteria - Darren Minter